# Terpna costistrigaria
Terpna costistrigaria är en fjärilsart som beskrevs av Moore 1867. Terpna costistrigaria ingår i släktet Terpna och familjen mätare. Inga underarter finns listade i Catalogue of Life.